# Jamalpur (Bihar)
Pour les articles homonymes, voir Jamalpur.
Jamalpur, en hindi : जमालपुर, est une ville située à 8 km de Munger, dans l'État du Bihar, en Inde. Selon le recensement de l'Inde de 2011, elle compte une population de 105 434 habitants.